# Ronald Solomon
Ronald « Ron » Salomon (né le 15 décembre 1948 à New York) est un mathématicien américain qui travaille en théorie des groupes finis.

## Biographie
Solomon étudie au Queens College et obtient son doctorat à l'Université Yale en 1971 sous la direction de Walter Feit (Finite Groups with Sylow 2-Subgroups of the Type of the Alternating Group on Twelve Letters  [Groupes finis avec des 2-sous-groupes de Sylow du type du groupe alterné sur douze lettres] ). En 1972, il commence sa participation au programme de classification des groupes simples finis, après avoir entendu une conférence de Daniel Gorenstein. Pendant deux ans, il est instructeur « Dickson » à l'Université de Chicago et à l'Université Rutgers en 1974-1975, avant de devenir professeur à l'Université d'État de l'Ohio, où il a enseigné depuis. 

## Travaux
Avec Daniel Gorenstein et Richard Lyons, Solomon écrit une série en plusieurs volumes sur le programme de classification des groupes finis simples dans le cadre d'un projet de vérification de preuves (le projet GLS, d'après les initiales des trois auteurs). 

## Prix et distinctions
Il reçoit le Prix Leroy P. Steele en 2012 avec Lyons, Aschbacher et Stephen D. Smith pour les 6 volumes de The Classification of finis simples groups : groups of feature 2 type (AMS, 2011). En 1997, il reçoit le Distinguished Teaching Award de l'Ohio State University. Il est membre de l'American Mathematical Society. En 2006, il reçoit le prix Levi-Conant.

## Publications (sélection)
- Daniel Gorenstein, Richard Lyons et Ronald Solomon, The Classification of the Finite Simple Groups, Mathematical Surveys and Monographs 40.1 à 40.9, American Mathematical Society,  vol. 1, 1994 ; vol. 2, 1996 ; vol. 3, 1998 ; vol. 4, 1999 ; vol. 5, 2002 ; vol. 6, 2005 ; vol. 7, 2018 ; vol. 8, 2018 ; vol. 8, 2021.  — Pour le volume 9, une 4e auteure est Inna Capdeboscq.
- Ronald Solomon, « « A brief history of the classification of finite simple groups » », Bulletin of the American Mathematical Society, vol. 38, no 3,‎ 2001, p. 315-352 (lire en ligne) — récompensé par le prix Conant
- Ronald Solomon, Abstract algebra, Providence, RI, Solomon, Ronald, coll. « Pure and Applied Undergraduate Texts 9 », 2009, xii +  227 (ISBN 978-0-8218-4795-4, zbMATH 1246.00002) — Réimpression de l'original publié par Thomson Brooks/Cole 2003.